# Pseudothyestes flavolineata
Pseudothyestes flavolineata là một loài bọ cánh cứng trong họ Cerambycidae.